# Арсе Кирога, Эдуардо
Эдуардо Арсе Кирога (исп. Eduardo Arze Quiroga; 6 января 1907 — 1 августа 1989) — боливийский учёный, журналист, политик и дипломат, занимавший пост министра иностранных дел в 1960—1962 годах во втором кабинете Виктора Паса Эстенсоро. До этого он занимал различные дипломатические должности при президентстве Энрике Пеньяранды и Гуальберто Вильярроэля.

## Ранние годы
Эдуардо Арсе Кирога родился 6 января 1907 года в Кочабамбе в семье Энрике Арсе и Риты Кироги. Он изучал право в Университете Сан-Симон, который окончил в 1927 году, а затем продолжил обучение на факультете социальных и политических наук Римского университета. С 1921 по 1932 год он занимал должность главного редактора газеты «El Republicano» в Кочабамбе. Как журналист, он был отмечен как ярый сторонник Даниэля Саламанки. Участвуя в качестве сержанта в Чакской войне, он был заключён на два года в тюрьму Кампу-Гранде в 1933 году.
После службы с 1937 по 1940 год он работал профессором на юридическом факультете Университета Сан-Симон. С 1939 по 1940 год он преподавал в Высшей военной школе в Кочабамбе.

## Дипломатическая карьера
В 1940 году Арсе Кирога был назначен личным секретарём временного президента Карлоса Кинтанильи. Когда Кинтанилья был назначен послом при Святом Престоле в Ватикане, Арсе Кирога сопровождал его в качестве секретаря до 1941 года, когда президент Энрике Пеньяранда назначил его временным поверенным в делах; эту должность он занимал до 1942 года.
По возвращении в Боливию Арсе Кирога проявил себя как видный лидер Националистического революционного движения. В декабре 1943 года президент хунты Гуальберто Вильярроэль назначил его заместителем министра иностранных дел. В 1944 году он был избран депутатом от Кочабамбы в Учредительное собрание 1944—1945 годов, разработавшее Политическую конституцию Республики 1945 года. Параллельно он был вновь назначен заместителем министра иностранных дел. Он возглавлял делегацию Боливии на Чапультепекской конференции. Он сопровождал министра иностранных дел Хосе Селестино Пинто в качестве члена делегации Боливии на Сан-Францисской конференции 1945 года (на которой была создана Организация Объединённых Наций). Его пребывание на посту закончилось с падением правительства Вильярроэля 21 июля 1946 года.
В 1951 году Арсе Кирога вернулся в политику, выдвинув свою кандидатуру от собственной партии на пост сенатора Кочабамбы и получив 6750 голосов. Он сыграл видную роль в период Боливийской национальной революции, последовавшей за отменой этих выборов. В 1952—1954 годах он занимал пост посла Боливии в ООН. В 1955 году он ненадолго вернулся в Боливию, где был назначен ректором Высшего университета Сан-Симон, но затем вернулся к дипломатической работе в качестве посла в Колумбии, где проработал с 1957 по 1959 год.
Наконец, указом президента Виктора Пас Эстенсоро от 6 августа 1960 года он был назначен министром иностранных дел. За время своего пребывания в должности Арсе Кирога посетил несколько международных встреч и подписал множество соглашений, таких как Соглашение о культурном обмене с Чехословакией 23 января 1961 года, Соглашение об экономическом сотрудничестве с Колумбией 2 августа 1961 года и Соглашение о двойном гражданстве с Испанией 12 октября 1961 года.
Выполнив свои функции, Арсе Кирога 8 января 1962 года ушёл в отставку с поста министра иностранных дел и впоследствии был назначен послом в Аргентине до 1964 года. В ноябре того же года он ушёл с государственных постов после государственного переворота, в результате которого в НРД было отстранено от власти. В 1973 году он был принят в Боливийскую академию истории, защитив диссертацию по политической философии Даниэля Саламанки, и начал преподавать историю в Высшем университете Сан-Андрес в Ла-Пасе.
Когда в 1985 году Виктор Пас Эстенсоро вернулся в президентское кресло, он назначил Арсе Кирогу главой миссии посольства Боливии в Бразилии. Он оставался на этой дипломатической должности около двух лет.
Арсе Кирога умер в Ла-Пасе в 1989 году.

## Публикации
- Quiroga, Eduardo Arze. Documentos para una historia de la guerra del Chaco :  [исп.]. — Editorial D. Bosco, 1960.
- Quiroga, Eduardo Arze. Historia de Bolivia: fases del proceso hispano-americano: orígenes de la sociedad boliviana en el siglo XVI. :  [исп.]. — Editorial "Los Amigos de Libro,", 1969.
- Quiroga, Eduardo Arze. Papeles de Cochabamba en el Archivo General de la Nación Argentina: sesquicentenario de la independencia nacional de Bolivia : homenaje del Banco Hipotecario Nacional :  [исп.] / Eduardo Arze Quiroga, Archivo General de la Nación (Argentina). — El Banco, 1975.
- Quiroga, Eduardo Arze. Daniel Salamanca, estadista y pensador :  [исп.]. — Biblioteca Popular Boliviana de "Ultima Hora", 1981.
- Quiroga, Eduardo Arze. Las relaciones internacionales de Bolivia, 1825-1990 :  [исп.]. — Editorial "Los Amigos del Libro", 1991.